# Chgrp
chgrp是一条在Unix系统中用于设置文件所归属的组的命令。与chown命令不同，chgrp允许普通用户改变文件所属的组，只要该用户是该组的一员。

## 使用方法
调用chgrp的语法为
```
chgrp 组名 目标1 [目标2 ...]
```

- "组名"是文件即将关联的组。
- "目标1 [目标2 ...]"是需要改变组的文件或目录的列表。

备注："组名"既可以使用字符名称也可以使用ID。 

## 范例
```
$ls -l testfile
-rw-r--r--   1 unixguy  staff           545 Nov 04 2004  ttt
$chgrp system testfile
$ls -l ttt
-rw-r--r--   1 unixguy  system          545 Nov 04 2004  ttt
```

上述命令将文件"testfile"所属的组从"staff"改成了"system"。（执行命令者必须属于"system"组。）

## 参看
- chown
- 组标识符